# Selector infected WIXOSS
『selector infected WIXOSS』（セレクター インフェクテッド ウィクロス）は、J.C.STAFF制作による日本のオリジナルテレビアニメ。2014年4月から6月に全12話が放送され、同年10月から12月には第2期に相当する『selector spread WIXOSS』（セレクター スプレッド ウィクロス）全12話が放送された。2016年2月には劇場版『selector destructed WIXOSS』（セレクター ディストラクテッド ウィクロス）が公開。
テレビシリーズはタカラトミー発売のトレーディングカードゲーム（TCG）『WIXOSS』の商品展開と同時に制作され、販促アニメとしての一面をもつ。
本項ではいずれも集英社『ウルトラジャンプ』連載の漫画作品で、アニメの外伝にあたる『selector infected WIXOSS -peeping analyze-』（セレクター インフェクテッド ウィクロス ピーピングアナライズ）およびスピンオフ『selector infected WIXOSS 〜まゆのおへや〜』（セレクター インフェクテッド ウィクロス まゆのおへや）についても解説する。

## 概要
第1期は『selector infected WIXOSS』（以下『infected』もしくは『第1期』）のタイトルで、2014年4月から6月まで放送された。ワーナー・ホーム・ビデオとしては初のオリジナルアニメとなる。
第2期は『selector spread WIXOSS』（以下『spread』もしくは『第2期』）のタイトルで、2014年10月から12月まで放送された。
従来のTCGを原作とするアニメ化作品との相違点として、年齢層が高めのダークな雰囲気が大きな特徴として挙げられる。企画段階でタカラトミーが「ハイエンドユーザー（大人）向けの新しいカードゲームを作るにあたって、そのスタートダッシュとしてアニメとコラボレーションしていきたい」としており、カードゲームとアニメの制作作業が互いに影響を与えながら作られるなど、ゲームとアニメの同時並行的な作品展開がなされている。また、ハイエンドユーザー向けという点を考慮し、ルールやプレイングを掘り下げるための販促的なドラマではなく、あくまで「WIXOSSというゲームを軸にどういうドラマを展開するか」という点に主眼が置かれており、少女たちの感情入り乱れるハイスピードな展開が意識されている。
その補足として、ストーリー上で展開されたWIXOSSバトルの内容を、カード紹介を兼ねてタカラトミーの公式サイトのコラムで掲載している。
2015年4月19日に市川市文化会館で開催された「selectorスペシャルイベント」の席上で、劇場版の製作決定が発表された。正式タイトルは『劇場版selector destructed WIXOSS』で、2016年2月13日に日本国内の35館で公開。
映画の公開後、2016年4月には『selector』に次ぐ新規のテレビシリーズ『Lostorage incited WIXOSS』の製作発表が行われ、同年10月から12月まで放送された。『Lostorage』第2期『Lostorage conflated WIXOSS』では、『selector』のメインキャラクターが多数登場し、登場人物たちのその後が描かれた。

## あらすじ

### selector infected WIXOSS
女子中高生の間で大流行しているTCG『WIXOSS』。しかし、実はその中でも特別な「ルリグ」のカードを持つ者は「セレクター」と呼ばれ、普通の人間には気づかれないフィールドでカードバトルを繰り広げている。そのバトルに勝ち続ければその胸に秘めた願いを叶えることが出来る「夢限少女」になれるという都市伝説が信じられていた。
転校して以降、なかなか友達ができなかった中学生・小湊るう子は、「友達作りのきっかけになれば」と兄から『WIXOSS』のスターターキット（構築済みデッキ）「ホワイトホープ」をもらう。ある夜、何気なくカードを手に取り眺めていた際、そのカードに描かれたキャラクターが動き、声を発したことに驚く。驚きながらも今一度見るとカードのキャラはバトルをしたいと訴えかけてくる。どうしたらよいか戸惑いながらも、翌日『WIXOSS』のスターターを携えて登校する。
るう子は同期生の紅林遊月からいきなりセレクターバトルを挑まれる。そこで彼女のルリグ「花代」と遊月の弟でありセレクターではない紅林香月と共に初めてこのルリグカードには意思が宿っていること、その声を聞くことができるセレクターのことなどを教えられる。るう子は「タマ」と名づけたルリグとともに、セレクターとして戦いに身を投じることになる。
セレクター関連の出来事を得て遊月とルリグ「緑子」を持つセレクターの植村一衣とすれ違いを乗り越え友達となったるう子だったが、読者モデルでありルリグ「ウリス」を持つ同じセレクターである浦添伊緒奈に現在の願いの無いまま戦う姿勢を「冒涜」と称され、その後一衣がセレクターバトルで3敗し「願いがマイナスになる」という状態となりその恐ろしい光景を見せつけられ、苦悩するようになっていく。その後願いに関する事実を知っていたルリグ「ピルルク」を持つカリスマ読者モデルであるが内面は陰湿なセレクターの蒼井晶との諍いとバトルを経て苦悩を深めていく。さらに再会した伊緒奈とバトルをさせられた際、自身が他の事を忘れ戦いを素直に楽しめるようになっており、その上ウリスに煽られたタマが「永遠にバトルしたい」と発言するほどのレベルで戦いを楽しむようになっていた。るう子は否応なしに自身とタマの本質を突き付けられることとなり、「私はどうなってしまうのか」とますます苦悩していく。
一方でるう子とは対照的に「香月を自分のものにする」という本来叶うはずのない願いを叶えるために戦う決意を貫き、既に2勝していた遊月はるう子を気遣い彼女と友人関係を解消し、後日に3戦目に突入しその戦いに勝利する。そして花代と夢限少女の誓いを交わし、遊月は夢限少女となった。だが、夢限少女の実態はセレクターとルリグの立場が入れ替わるというもので、遊月はルリグと化してしまう。
そしてるう子は一衣と再会した際にルリグとなった遊月である「ユヅキ」と出会い、そこでセレクターバトルの真実を伝えられ、るう子はセレクターバトルの恐ろしい本質を知ることとなった。そして彼女はセレクターバトルによる悲劇を終わらせるべく「全てのルリグを解放し人間に戻す」ことを願うようになる。だが、対照的にタマは「るう子と別れてしまう」とバトルに恐怖するようになる。
るう子は伊緒奈がセレクターを集めてバトルを行おうとしていることを知る。指示された場所は建設中のマンションであった。
そこで開かれたWIXOSSトーナメントを勝ち上がり、一衣とユヅキとのバトルになるがそこで実は一衣が記憶を取り戻しつつあったこととユヅキをカードから解放すべく進んで夢限少女になろうと思ってたことが明らかになる。その3人の友情を見たタマは「自分も友達になれるかな」と思うようになり、情熱を取り戻すと共にるう子を信用し、一衣らを撃破した。
そしてるう子は伊緒奈との最終決戦をマンションの屋上で行う。対決の終盤、るう子は白い光に包まれタマと夢限少女の宣誓を行う。伊緒奈のブラッディ・スラッシュをるう子はホワイト・ホープで反撃し、るう子はバトルに勝利する。しかし勝利が目前になった際に「皆は人間に戻れても自分はルリグになるだろう」と自己犠牲の覚悟を決め、「さよなら、ばあちゃん」などとタマの信用を裏切る発言をしていたことでタマを動揺させており、その結果願いが叶うこと無くるう子の白い光は消え去り、逆に伊緒奈が黒い光に包まれウリスと夢限少女の宣誓を行う。
伊緒奈に話しかけるるう子だが、その伊緒奈は伊緒奈のルリグであったウリスだった。「また会いましょう。クソッタレさん」と言い残し、伊緒奈の体を得たウリスは去っていく。タマに「どうして」と呼びかけるるう子だが、手に持ったカードからタマの姿がなくなっていた。るう子に「最高だね、るう」と呼びかける伊緒奈。るう子がタマの名を叫び、物語は幕を閉じる。

### selector spread WIXOSS
不本意で自身のルリグとなった伊緒奈である「イオナ」を持つことになったるう子は、なるべく戦わないようにしつつも別れたタマと会いたいという気持ちからイオナのカードを常に携帯し、いざという時のセレクターバトルに備えていた。
一衣とユヅキと完全に復縁し、共に出歩いていた最中にかつて遊月とセレクターバトルで敗北したルリグ「エルドラ」を持つちよりと出会う。彼女から戦いを挑まれるるう子達だったが、拒否しセレクターバトルの事実を話す。だがちよりが常に携帯しているノベライズ版『WIXOSS』と全く同じ内容であり、ちよりは「ルリグになる」という明確な目標を持つに至るのであった。
その一方でセレクターバトルで3敗し顔に大きな傷を負わされるという形で破滅した晶はしばらく行方を眩ませた後、自宅に引き籠もっていた。だが、そこへ読者モデルの関係者から「彼女の頼みだ、読者モデルに復帰してくれないか」と声をかけられる。車の中へ誘い込まれ、中で待っていたのは傷を隠すメイクと伊緒奈の体を持ったウリスであった。ウリスにセレクターの真実と伊緒奈のその後を聞かされた後に読者モデルの復帰を勧められ、最初は拒絶するもその後も手紙で誘われ続け、結局誘いに乗った晶はそこでウリスの言葉により読者モデルの復帰を決めた。そして晶はルリグ「ミルルン」を得てセレクターに復帰し、るう子とイオナを叩き潰すと決意する。ウリスに利用されている立場であるとも知らず。
晶が読者モデルに復帰した上にセレクターとして復帰したことはるう子も一衣とユヅキから聞かされたことで知る。そしてるう子は買い出しの際に晶と出会い、そこでバトルとなる。だが、るう子は気の進まないままのイオナとの共闘であることと、なにより友達となったタマとの共闘ではないということから戦いに楽しみを見出せなくなっており、スランプ状態に陥っていた。結果晶との戦いで苦戦を強いられ、中断となったため決着は付かなかったがその後晶に侮辱され、どこまでも落とすと宣言されるのであった。
後に晶のことでるう子達3人は話し合い、戦いに関する方針を決め、自己犠牲はやめようと話を付ける。その帰り道、ウリスとちよりがセレクターバトルを行おうとしていたのを見たるう子達はそのまま2人の戦いを観戦することになる。そこでウリスのルリグとなったタマを目撃することになった。タマもまた戦いを楽しむことができなくなっており、るう子はそのことを悟り、戦いの最中にタマに謝罪する。戦いが終わってから「タマを返して」とウリスに頼むるう子だったが、ウリスから「返してほしければ勝負だ」と言われ、タマから「バトルしちゃダメだ」と止められる。結局ウリスと戦うことはできず、タマと再び離れ離れになった。
その後、ちよりとノベライズの話になり、小説版の執筆者に会おうという話になった。その最後、イオナから「セレクターバトルは支配者である繭の人形遊びに過ぎない」という言葉を得る。そして一衣と遊月との別れ際、るう子はイオナに一衣と遊月への強い不快感を示される。イオナはるう子達の友情を重んじる姿勢を見続けるうちに苛立ちを募らせると共に心境の変化を起こしていたのであった。
後日、るう子達はノベライズの作者・ふたせ文緒の自宅を訪れる。そこでセレクター関連の更なる真実を聞き出そうとするが、「知りたければ勝負だ」と勝負を挑まれる。るう子と一衣は躊躇するが、既に2敗しているちよりがバトルを挑もうとしたため、るう子がバトルを挑む。そこでも実力を出せないるう子だったが、ふたせがるう子とイオナを強力な攻撃で煽り、るう子が驚くのを見たことでイオナの感情が爆発。るう子に感情に任せた言葉を次々と投げ付け、最後には「このままじゃタマも助けられない」とすら発言する。その言葉でるう子は復活し、「みんなを救う」と決意を固め、スランプから脱出。その直後イオナが本来存在しない「レベル5」へとグロウし、るう子はその力でふたせに勝利した。るう子はイオナを認めるが、イオナはるう子の力と自身の感情に任せた発言に驚くのみであった。
戦いの後、ふたせは自らがかつてルリグであったことを話し、その中で「黒の少女」、「白の少女」の存在を証言。そしてイオナに「黒の少女は君ではないか」と疑いをかける。かつてルリグだったふたせが再びセレクターをやっていることをるう子達は疑問に思うが、それに対しふたせは小説の新しい展開が思いつかず、次の展開を書くために繭に会うためであると答えた。その際に彼女のルリグである「アン」と共に「願いは叶ったと思うようになってからが始まり」であることと他人の体になり他人の願いを叶えるということの恐ろしさについて話し、励まそうとするちよりに「現実は物語ではない、友情や誓いなど意味をなさない」と激しい怒りと苛立ちを露わにした。そして再びふたせは勝負を仕掛けようとするが、ちよりは何も言えず、一衣からも断られるのであった。直後、るう子はアンから「セレクターバトルを必要とする者もいる」と忠告を受ける。
セレクターバトルのさらなる恐ろしい本質を知ったことと、他人の夢のために再び夢限少女になろうとする者を見たことでちよりは多大なショックを受けるが、るう子はそういう者を知ったゆえに「みんなを救う」という目標をより強固なものとした。ところが直後イオナが体調不良に陥る、という不可解な事態に直面する。その事態に対しるう子と一衣はすぐにるう子の自宅に向かい看病しようとするが、ルリグが体調を崩すというありえない事態ゆえにイオナの正体についての話になる。イオナの正体について、るう子はかつてタマに隠し事をし結果離れ離れになった経験から無理強いせず、仲良くなってから聞き出すことに決めた。そして改めて3人で「誰も犠牲にならないやり方でセレクターバトルを終わらせる」決意を固めた。
その後一衣はユヅキの頼みを受け彼女をるう子の家に預け一人で帰宅するが、そこへ晶が現れ戦いを挑まれる。一衣はその戦いをキッパリと断り、ミルルンも「セレクターバトルは出来ない」と晶に告げるが彼女は突然錯乱した上に一衣を襲撃し、一衣は晶に誘拐されてしまう。そしてるう子は一衣の携帯電話からの晶の呼び出しを受けイオナとユヅキと共に彼女の待ち構える学校へ向かい、到着してなおも一衣に暴行する晶に勝負を挑むが「勘違いしてないか」と言われ、そこへウリスが現れる。晶は「言われた通りにした」とウリスに懐くが彼女は粗雑なやり方に怒りを露わにし、その場の全ての者に人の心を壊すことを愛する本性を明かしるう子に勝負を挑む。るう子とイオナはその狂気に満ち溢れた態度を見て戦いを受けるしかないと判断した。
そしてそのウリスとの戦いの中でイオナはタマが繭に生み出された原初のルリグである「白の少女」であることを確信し、自身も同じく繭から生み出された原初のルリグである「黒の少女」であることと繭がどうしてセレクターバトルを始めたのかを語り始める。
繭は天窓からしか外が見えない部屋に幽閉され外界との関わりを一切断たれており、自分と似た少年少女がいることどころか自分が誰なのかすら知らずに過ごしていた。その中でなぜか友達にまつわる本とWIXOSSのデッキが運ばれ、それを仮想の友達と遊んでいるうちに「生き方を選択することのできる」外界の者たちを憎悪し始め、セレクターバトルを思いついたのであった。
また、その中でイオナは「レベル5」にグロウした中で友達というものがどういうものなのかを叩き込まれており、やがてバトルより大事な物があることに気付き心境の変化を素直に受け入れることを決めていたことをるう子に話す。そしてるう子とその仲間達は心を一つにし憎悪に満ちたゲームを終わらせる決意を固めるう子はウリスを倒そうとするが、るう子達と共に全てを聞いたことで破壊欲を刺激されボルテージが最高潮に達していたウリスはタマを「レベル5」にグロウさせその力でるう子達を圧倒。るう子はセレクターバトルで初めて黒星を付けられてしまい、一衣の救出はできてもタマを連れ戻すことまではできなかった。
後日、ちよりはまたしてもるう子らに勝負を申し込む。困惑するるう子達だったが直後に晶が現れちよりに勝負をけしかけ、エルドラの勧めもありちよりが勝負を引き受けようとしたために無理矢理彼女を連れ出した。一衣は「ルリグになることが願いだから、願いが逆流しても極端な被害はないはず」とちよりと戦うことを決め、その戦いに勝利した。結果ちよりはセレクターバトル関連の記憶を失い、るう子達を怪しがり彼女らの元から逃げ出してしまうがエルドラはいずれ自ら友達になって欲しいと頼むだろうと発言し、明るい振る舞いの中で消滅した。
その後ウリスを探するう子達はユヅキとイオナが謎めいたセレクターバトルの反応を偶然探知したその場所へ急ぐ。だが、その途中に一衣の知らないメールアドレスを持つ者から「浦添伊緒奈はここにいる」という地図入りのメールが送られる。そこへ急ぎ、ウリスを見つけたと思った一行だったがそこにいたのはウリスではなく本物の浦添伊緒奈であった。しばらく本物の伊緒奈とイオナの過去話を聞いた後になぜこんなことになっているのかの話になるが、導き出せる結論は「ウリスが夢限少女になり、その際にタマが伊緒奈の体になることを拒否した」というものであった。
本物の伊緒奈と別れた後、るう子は自らが夢限少女となりタマもいるであろう白窓の部屋に行き、そこで繭と話を付けて全てを終わらせるという案を出す。その案に一衣は反対し、ユヅキも怒るがイオナは「私がるう子を守る」と後押しした。その発言を受けたるう子はイオナの名を嬉しそうに呼ぶが、直後に「本当の名前はイオナじゃない、私達で新しい名前を付けようよ」と提案する。そこで一衣らから好きな言葉を聞かれたイオナは「全てを隠してくれる、冷たくて優しい『雪』が好きだった」と発言し、その言葉からるう子はイオナを「ユキ」に改名した。
改名後、一衣の知らないメールアドレスを持つ者の正体の話になるが、そのメールアドレスはユヅキの物でありそのことから花代であることが露見した。るう子達は花代の元へ赴き、そこで彼女と現状を話すが花代は「遊月の願いを叶えるために香月に近付き、遊月の願いを叶えたが香月に自分自身も惚れてしまった」と話し、ユヅキを裏切りたくないと苦悩していることを涙ながらに明かす。だがその話を香月が偶然耳にしており、入れ替わりの事実が香月に明らかになってしまう。花代は動揺したまま香月の前から逃げ出し、結果花代は「願いを叶えられなかった夢限少女は消える」というペナルティにより命の危機に陥る。
花代を救う手段を話し合うるう子達だったが、どの案も花代救出に間に合わせるには難しくユヅキはどんどん精神的に追い詰められていく。だがユキは「3勝する必要はない」「私がタマに呼びかければ、るう子の願いは叶えられるはず」と発言する。その言葉を受けたるう子と一衣は自分達でセレクターバトルをし、るう子が勝利を収める。そしてユキの呼びかけに応じたタマと共に夢限少女の誓いを果たし、るう子はユキと共に白窓の部屋へ足を踏み入れた。
るう子達は繭を発見してからすぐに説得に取り掛かるも繭の姿勢とウリスの出現からバトルを避けることができなくなり、繭とウリスとの最終決戦となる。るう子達は繭に対人戦の経験が無いことを生かし彼女を翻弄するバトルスタイルを取るが、戦いの途中に突如ユキの体が透け始める。ユキは伊緒奈が元に戻ったことで彼女の願いをかなえられない状態になっており、消滅の危機に瀕していたのであった。この状況に動揺するるう子だったが突如として「ユキをタマの所まで連れて行って」というタマの言葉がバトル空間に響き渡り、その言葉を聞いたるう子はタマを探すことを最優先しバトルから逃げ出した。
るう子がタマを探す最中、ユキはるう子に繭との戦いの中で「繭はタマを戦いに出すつもりではなかったが、彼女が死亡したことでタマが解放された」ということを悟ったと話す。その考えをるう子に追いついた繭は肯定し、その場でレベル5にグロウさせたウリスで痛恨の一撃を喰らわせ、るう子達は絶体絶命となるがそこへタマが現れる。タマの要求を受けたるう子はタマとユキが一つになったレベル5のルリグ「マユ」を誕生させ、一気に形勢逆転し繭に勝利した。ウリスは処刑されるかのように消滅し、繭はるう子の姿勢に心を打たれ憎しみから解放され無数の蝶となって消滅した。最後に、小さな蝶が飛び立ちその瞬間二人は、「羽ばたいて、あなた達は本当の空へ...」と繭の意味深な言葉を聞く。
繭に勝利した後、るう子はマユの消滅と共に崩壊する白窓の部屋でマユと夢限少女の誓いを改めて交わすが、その願いは「（もともとルリグとして生まれたタマたちを含めて）ルリグになった者たちを全て人間にして欲しい」というものであった。こうして全てのルリグにされた人間は元に戻り、憎悪に満ちたゲームは終わりを告げた。最後は日常を過ごするう子達の姿が描かれた後、タマ（ユキ）に似た制服姿の少女を一瞬見るるう子とその少女がどこかの屋上で笑顔を浮かべる姿が映し出され、物語は幕を下ろす。

## 登場人物
劇場版と外伝の登場人物についても併せて記述する。

### セレクター
小湊 るう子（こみなと るうこ）
声 - 加隈亜衣
本作の主人公で、中学2年生の少女。旧姓は立花であり、祖母のハツとマンションで二人暮らし。既に独立している兄の歩がよく遊びに来る。やや引っ込み思案で大人しい性格。一人称は普段は「私」だが、感情がたかぶると無意識に名前（るう、るう子）で呼んでしまう。本来は明るく快活であるが転校してきて日が浅いこともあり、自分から同級生に声をかけて輪に入っていくことが難しいままである。また、携帯電話などを持っておらずコミュニケーションも取りづらい。そんな彼女を憂慮した歩が「友達を作るきっかけになれば」とプレゼントしたのが『WIXOSS』構築済みデッキ「ホワイトホープ」であり、そのルリグカードの一枚にタマが息づいていた。
セレクターとしての経験は浅いが遊月との初めてのバトルでは意外な強さを見せ、香月が遊月のデッキに合わないと判断したカードと自前のカードとの連携を閃いたりと、筋は良い。伊緒奈やウリスからは自身の知るセレクターの中では最強の実力と称されている。その実力に加え、セレクターバトルを楽しいと感じる本質を伊緒奈に見抜かれ、伊緒奈に目を付けられることとなる。
幼少時、忙しい母親に迷惑をかけないよう良い子でいようとしたが、その姿勢が皮肉にも母親に何を考えているか理解できないと拒絶され、離別した過去を持つ。そのため、自ら何かを求めるという行為をしなくなっていった。
そうした背景もあって当初はセレクターとして夢限少女に託す「願い」は持たず、それが定まるまではただ純粋にバトルを楽しもうと決意する。だが、「もっとセレクターとのバトルがしたい」と求めつつある自分と、「願い」を持たない自分のそうした欲求が誰かの「願い」を無下に踏みにじってしまうこと、そしてそんな自分をさらなるバトルに誘うタマを受け入れきれず苦悩する。一時は一衣と遊月という友達を失ったこともあり、セレクターバトルからも距離を置いていた。しかし、一衣と遊月に再会してセレクターとルリグの真実、そしてその運命に翻弄される様を見続ける中で、「全てのルリグになった少女を元に戻す」ことを「願い」として抱くようになった。この「願い」で自分がルリグになるのかは分からないとしていたが、願いが叶う直前にはそうなることを確信しており、タマに疑念を抱かれる。
やがて伊緒奈が開催するWIXOSSトーナメントを勝ち上がり、伊緒奈に勝利したことで晴れて夢限少女になるかと思われた。しかし、最後の誓いの言葉をタマが告げなかったことで「願い」の成就に失敗する。その一方で夢限少女となった伊緒奈がタマに成り代わり、ルリグとなった。
伊緒奈がルリグになってからは自己犠牲は絶対にしないことを誓い、なるべく戦いを避けタマを探すこととセレクターバトルのさらなる真実に迫るために行動を起こす。ただ、伊緒奈がルリグであることとそもそも友達となっていたタマがルリグでないことから当初はセレクターバトルで存分に力を振るうことが出来なかったが、ふたせとの戦いで自らをスランプに追い込んだ原因の一つである伊緒奈が自身を叱咤してきたことで「みんなを救う」と決意を固めて実力を取り戻す。以降は伊緒奈を認め、自ら彼女に接近する事で彼女からセレクターバトルの全てと自らの正体を聞くまでに伊緒奈と強い絆で結ばれる。その後、本物の伊緒奈との出会いを経て伊緒奈を「ユキ」に改名する。
その後、夢限少女の契約時に繭のいる白窓の部屋に入れることをユキから聞いてユキと夢限少女の誓いを交わし、繭を説得するために白窓の部屋に向かい、ウリスをルリグとした繭とのセレクターバトルに臨む。バトル中にユキの力が失われたことで窮地に陥ったが、その場に駆けつけたタマと再会を果たすとともに二人が融合した新たなるルリグ・マユと窮地を切り抜けてバトルに勝利、孤独と憎しみ、嫉妬に満ちていた繭の心を溶かし、解放した。その後「（もともとルリグとして生まれたタマたちを含めて）ルリグになった者たちを全て人間にして欲しい」という願いを叶え、全てを終わらせた。
第2シリーズ『Lostorage』ではOVA『missing link』で何者かが再開したバトルを終わらせるために水嶋清衣から協力を要請される場面があり、第2期『conflated』にメインキャラクターとして再登場する。
紅林 遊月（くればやし ゆづき）
声 - 佐倉綾音
るう子の同期生の少女。るう子を初心者と見越した上でセレクターバトルを申し込んだが、教師の介入により中断される。バトルでるう子の意外な強さを思い知り、その後はるう子と友達になってセレクターを探すようになった。
夢限少女に託す願いは「香月を自分のものにすること」。叶わない願いと知りつつ双子の弟である香月へ想いを寄せるが、夢限少女になり「願い」を成就させるため、セレクターとして勝ち続ける道を選んだ。
感情的な性格で香月への思いを否定されるとすぐに激昂してしまう反面、香月との関係を壊さないために普段はその思いを内に秘め続けている。
夢限少女のペナルティを秘匿していた花代に不信感を抱きつつ、香月を他の誰かに取られたくないという思いで一心不乱にセレクターバトルを続けた。その結果作中での主要キャラ初の夢限少女となり、ルリグと化してしまう。ルリグになった後のパートナーは一衣。
ルリグと化した当初は花代に騙されたことを悲観し、一衣を犠牲にしてでも人間の身体を取り戻そうと考えていた。しかし一衣の変わらぬ願いを知ったことで考えを改め、人間に戻れなくなることを覚悟でるう子に真実を伝えるために一衣を誘導、二人のバトルの中でルリグとセレクターの真実を明かした。
その後、WIXOSSトーナメントを経てるう子と一衣と復縁し、彼女らとセレクターバトルの真実に迫る。
植村 一衣（うえむら ひとえ）
声 - 茅野愛衣
るう子たちとは別の学校に通う少女。青森出身。人付き合いが苦手で、上京後も自身の訛りなどを気にしてか常に孤独だった。
るう子たちより一足先に晶にバトルを申し込むが、気弱な性格故に彼女の戦略や罵倒に動揺し、緑子の説得も空しく敗北してしまう。事前にどういった戦い方をするかを手帳にまとめるなど、几帳面な性格をしている。
夢限少女に託す願いは「友達が欲しい」。しかし、初戦後にるう子や遊月と友人になったため、夢限少女にならずして願いを叶えることとなった。
作中に登場する主要キャラで初めて3回敗北して資格を失ったセレクターであり、るう子と遊月にセレクターバトルの過酷な真実を突き付けることとなった。敗北のペナルティは「全ての友達を失い、友達になれそうな人に触れると激痛が走る体になる」。同時に敗北の結果、セレクターやるう子、遊月に関する記憶を失い、（一衣から見て）正体不明の激痛と相まって塞ぎがちになってしまう。しかし、そんな彼女を元気づけようと一衣の母からプレゼントされたWIXOSSにルリグと化した遊月が入っていたことから、再びセレクターとして選ばれた。2回目の夢限少女に託す願いも「友達が欲しい」であった。
その後るう子と対峙するが、るう子の呼びかけの前に意識を失ってしまう。実はこの時記憶を取り戻しており、自分にるう子と遊月という友達がいたことも思い出していた。それでもなお夢限少女を目指そうと、WIXOSSトーナメントにおいて再びるう子と対峙する。その想いの裏には、自身が夢限少女となることで遊月を人間の姿に戻したいという願いが存在していた。自分を犠牲にしてでも友達を救おうというこの一衣の覚悟が、るう子が「願い」を抱くに至る動機の一つとなる。
トーナメントが終わってからは自分を犠牲にする考えを改め、るう子と遊月と共にセレクターバトルに関する全てに迫っていき、精神的に成長していく。
蒼井 晶（あおい あきら）
声 - 赤﨑千夏
カリスマ読者モデルの少女。「アキラッキー」「アキラブリー」など独自の造語を多用する。美貌や人気を鼻にかけない明るく天真爛漫な振る舞いから学校のアイドル的存在である。しかしあくまで外面としてであり、本質的はきわめて陰湿かつ偏狭的な性格を有している。
家は貧しく、古いアパートで短気な母親と暮らしている。
バトルにおいては青デッキの特性である手札コントロールを使いこなし、ピルルクの持つ願いを読み取る能力で相手の動揺を誘う。そのセレクターバトルは彼女の性格が垣間見える一端と言えるが、一方で彼女自身もそうした精神的動揺に弱く、追い詰められるとキレやすく荒い言葉遣いの本性を露わにする。自分よりも高みにいる伊緒奈に対し強い嫉妬心を抱いており、プライベートな状況で伊緒奈と話す際には本性が出てしまう。
夢限少女に託す願いは「伊緒奈の破滅」。しかし、最終的に伊緒奈に挑発されるまでは伊緒奈本人と対戦しようとせず、伊緒奈に敗北したセレクターや初心者のセレクターばかりを狙っていた。
敗北のペナルティは「アイドルとしての破滅（右頬に大きな傷を受ける）」。敗北後は行方不明になっていたが、自身の破滅の原因であるるう子と遊月の前に現れ、因縁をつけ襲いかかった。
それからしばらく行方をくらましていたが、自宅に引き籠っていた所をウリスに籠絡されてしまう。ミルルンを新たなルリグとして入手し、セレクターとして復帰を果たした。
後にウリスの本性を知った時には情緒不安定となるが、最終的にウリスに自身の愛を絶対に忘れられないレベルで叩き込むべくずっとセレクターバトルを続ける決意をし、ウリスに戦いを挑むが敗北する。
その後の動向は描かれなかったが、最終話では本物の伊緒奈と共に読者モデルとして活躍する様子が確認できる。
浦添 伊緒奈（うらぞえ いおな）
声 - 瀬戸麻沙美
人気のファッションモデルの少女。晶とは仕事で共演する機会が多い。
晶とは対照的に落ち着きがあり感情こそあまり表に出さないが、晶を叩きのめそうと提案するウリスを静かにたしなめる一面を見せた。
「願い」を持たないままセレクターバトルに臨むるう子の姿勢を指して冒涜と評する他、自分の戦った後のセレクターや初心者のセレクターを狙う晶の戦い方を咎めるなど、セレクターとして高い矜持と覚悟を持っている。しかし、本質は「バトルは私自身」とまで語るほどセレクターバトルに快楽を感じる異端のセレクターであり、るう子を「私と同じ」と称する。
夢限少女に託す願いは「ルリグになること」。ルリグとなって戦い続けることが彼女の望みであったが、その「願い」ゆえにただ勝ち続けるだけでは夢限少女になることができず、敗北（つまり、伊緒奈と戦って勝利できるセレクターとの邂逅）することが最後の条件として必要であった。そこで白羽の矢が立てられたのがるう子である。
かくして伊緒奈は自身のSNSを通じて「ファンの集い」と称したセレクターだけのWIXOSSトーナメントを開催し、トーナメントを勝ち上がったるう子との決戦に臨む。そして目算通り敗北を喫し、願いの成就に失敗したるう子の前で夢限少女となる。結果、タマの代わりにるう子のルリグとなった。
だがるう子とはバトルで快楽を感じること以外の性格の違いから反りが合わず険悪な関係になる。そしてるう子の友情の話を聞かされ続けたことで自身も苛立ちを募らせると共に心境にも変化が起こり、ふたせとのバトルでふたせに煽られたことにより「今の貴方には誰も助けられない」「みんなを救いたいのなら本当の自分をさらけ出せ、このままじゃタマも救えない」と弱音を吐くるう子を叱咤した。その言葉で決意を新たにしたるう子の力により、本来は存在しないレベル5へとグロウした。
ウリスとるう子とのセレクターバトルで自身とタマの正体と繭の過去を明かし、その後に「本当の」浦添伊緒奈との再会をきっかけとして、雪が好きであるということから、るう子から「ユキ」の名を与えられる。その後、るう子と白窓の部屋に行くことを目的に彼女と夢限少女の誓いを交わし、再びルリグとなったウリスと対峙するが、バトル中に「本当の」伊緒奈が自分の身体を取り戻したことによる副作用でルリグとして存在できなくなってしまい、消滅の危機に瀕する。しかしその場に駆けつけたタマとひとつになることで消滅の危機を脱してレベル5にグロウ、新たなルリグ・マユへと進化した。
その正体は、繭が孤独の中で生み出した空想のともだち「黒の少女・クロ」。繭に生み出されたルリグの生き残りであり、セレクターバトルに勝ち続けることで幾度もセレクターとルリグになり続けることで生きながらえてきた。初めてルリグとしてセレクターの元に送られた時はウリスと同じ姿をしており、「本当の」浦添伊緒奈のルリグをしていた時には「ルリグ」と呼ばれ、別の姿をしていた。
性格は、繭の願望が反映したもので、繭が生み出したシロや他の少女達と同じく基本は繭のことを第一に考えて彼女に尽くすというものだったが、セレクターバトルに勝ち続けることで幾度もセレクターとルリグになり続けるうちに次第に人間のような感情が芽生えていった。希望を込められたタマとは違い、繭の妬みや憎しみ――負の部分を込められた存在。タマに憧れ、タマのようになりたいと心の奥底で願ったとしても、イオナ（ユキ）はタマになることはできない。タマの世界は明るくあたかかくても、イオナ（ユキ）の世界は、暗くて寒いものだった。しかし、るう子のルリグとして戦ううちに、人間の優しさを知ることができた。仲間のために戦うセレクター、自分の心配をしてくれるるう子により、自分も、このあたたかい世界にいてもいいのだろうかと思うようになる。本人の望みは、「最強のセレクターのルリグになる」ことだと思っていたが、実際は「誰かのぬくもりが欲しかった」ことに気付く。
劇場版『destructed』では、全てが終わった後にるう子の願いによってタマと一緒に一人の人間の姿となり、るう子と再会した。
浦添 伊緒奈（うらぞえ いおな）
声 - 能登麻美子
本当の浦添伊緒奈その人。
願いを成就しルリグとなっていたが、ウリスが願いを成就しタマが体を得ることを拒否したことで、元の体に戻ることができた。
夢限少女に託す願いは「浦添伊緒奈をやめること」。「願い」を成就した後、夢限少女の真実を告げられても人間に戻ることを望まずセレクターにバトルを強要することもなかった。
そうしたことから繭に疎まれ、2人のセレクターのルリグとなったが弱いセレクターの元ばかりに送られていた。

ちより
声 - 杜野まこ
遊月の前に現れ、セレクターバトルを持ちかけた少女。かつては地味な少女だったが、エルドラとの出会いを得てハイテンションかつ天真爛漫な性格になった。
小説版のWIXOSSを携帯しており、セレクターバトルについての知識や認識に関してはそれに基づいているようで、かなりずれている。
後にるう子達の前にも現れるが、彼女達にセレクターに関する真実を知らされる。だが戦いをやめることはせず、むしろルリグになることを目指す。
普段はエルドラと口喧嘩をしていたが、いざエルドラとの別れが近づくと「（自分がしっかりしないと）エルドラがいなくなっちゃう」とエルドラのことを想っている様子を見せた。
3回敗北したことにより願いの逆流でセレクターバトルに関する記憶を失い、直後に友達になってほしいと歩み寄るるう子達を不審に思い彼女らのもとから逃げ出す。全てが終わった後は自らるう子に歩み寄ろうとするが、上手くいっていない模様。
ふたせ 文緒（ふたせ ふみお）
声 - 櫻井浩美（過去の文緒は飯田友子）
ノベライズ版『WIXOSS』の執筆者。一人称は「僕」。
元々はインターネットの小説投稿サイトに作品を発表していたが、出版社に声をかけられ小説家としてデビューした。
本来の文緒はセレクターとなった小説家志望の少女だった。「ふたせ文緒」はペンネームであり、本来の名前が「文緒」で「ふたせ」は彼女が自分のルリグにつけた名前であった。現在は過去の文緒と入れ替わったふたせが中身となっている。
過去にルリグであったため、セレクターバトルの真実や白い部屋、繭の存在などについても知っている。小説の内容はその経験に基づくものであり、故に現在は小説の連載が不可能な状態となっていた。ゆえに続きを書くべく再び夢限少女になるため、再度セレクターバトルに身を投じる。

### ルリグ
タマ
声 - 久野美咲
るう子のルリグ。生まれたてでルリグとセレクターの関係やその秘密についても知らず無邪気だが、バトル中には時に好戦的になる。
幼さゆえか基本的に「にゃあ」といった猫のような声しか出すことができず、それを見たるう子が祖母の飼っていた猫の名を与えた（実際は、幸が付けたるう子のあだ名である）が、進化した後はるう子とより明確な意思疎通を図れる程度に話せるようになった。
基本的に何事もバトルに関連させるう子をバトルに誘うかのように話すが、るう子と一緒にいたいと思う気持ちはそれ以上。そのため、徐々にセレクターバトルに恐怖していくるう子を見て、バトルを望まないようになっていった。るう子がセレクターとルリグの真実を知るにつれ、再び戦う意志を新たにする中にあっても、その「願い」によってるう子がルリグになってしまうことを怖れ、バトルそのものに否定的になってしまう。
後にるう子を信じてWIXOSSトーナメントを勝ち上がり、伊緒奈との決戦に挑む。しかし、戦いの最中に繭の言葉とるう子の自己犠牲の覚悟を聞いたことでるう子を信用できなくなり、るう子が夢限少女になるための誓いの最中、るう子との別れの恐怖から最後の言葉を意図して告げなかった。その直後にカードの中から姿が消失し、るう子の前からいなくなった。
消失後は白窓の部屋に飛ばされ、繭にずっと一緒にいて欲しいと泣きながら頼まれるも、るう子に会いたい気持ちから繭と言葉を取り付けたことでウリスのルリグとなる。だがタマにとってウリスの元に選ばれることは本意ではなく、彼女とは不仲である。
るう子戦ではウリスの手によってレベル5にグロウさせられ凶暴で残忍な暴走状態になるも、グロウが解かれた瞬間自分の手に付いた血を見て悲鳴をあげていた。
ウリスの「願い」を成就した後、「浦添伊緒奈」として人間となることを拒否し、繭の元に送られ閉じ込められてしまうが、「るう子と再会する」いう「自身の選択」を貫いたことで脱出。白窓の部屋でるう子と再会した後、ユキとひとつになり、マユへと進化した。
その正体は、繭が孤独の中で生み出した空想のともだち「白の少女・シロ」。繭に生み出されたルリグの生き残りであり、るう子の元に送られるまでセレクターの元に送られることなく閉じ込められていたらしい。元々の性格は繭の願望を反映したもので、繭が生み出したクロや他の少女達と同じく基本は繭のことを第一に考えて彼女に尽くすというもので、主である繭がいなければ何もできずにいた人形のような存在でしかなかった。しかし、繭自身の願いである「光への憧れ」そのものであり、彼女が亡くなる前に解放され、そして、るう子の元へ偶々やって来た。現在のタマは、るう子と一緒に触れた絆や互いに友達と認め合ったことを経て、かつてのシロとは別の存在になっている。タマの見つけた選択それは、「るう子と一緒に同じ道を歩んで行く」ことである。
劇場版『destructed』では、全てが終わった後にるう子の願いによってユキと一緒に一人の人間の姿となり、るう子と再会した。
るう子と再開してから10年後の「selector infected WIXOSS -peeping analyze-」のWeb漫画では、るう子と一緒に記憶の世界をさ迷い、自分と戦ったセレクターの痛みを癒していく。物語の最後にタマの願いである「るう子と一緒に成長したかった」によりるう子と同じくらいまで背が伸びた。
花代（はなよ）
声 - 川澄綾子
遊月のルリグ。セレクター時代の本名は雲上 華代（うんじょう はなよ）。『selector battle with WIXOSS』に登場するセレクターの1人。姉御肌かつ知的な性格であり、まっすぐに「願い」を叶えようとする遊月を、冷静かつ的確なアドバイスで支える。
だが、一方で人間の身体を得たいというルリグとして当然の想いから、セレクターとルリグの真実のすべてを遊月に話すことはなく、それが遊月からの不信を買う結果となる。
それでも「願い」に向けて邁進する遊月が夢限少女となったことで立場が入れ替わり、ついに遊月の肉体を手に入れ、本来の遊月の「願い」に従って香月に想いを告げた。そして香月からも想いを告げられたことで両想いとなり、見事に遊月のルリグとして遊月として友として、その「願い」を成就、その使命を果たした。
最初のうちは「遊月を裏切れない」と半ば義務感での告白だったが、次第に香月に惹かれ始め、本当に恋していることに気が付いていき、苦悩するようになる。そして香月に正体がバレた際に彼の前から逃げ出したことで「願いを叶えられなかった夢限少女は消える」というペナルティにより命の危機に瀕するが、るう子の願いによって救出され、本来の体となった上で生存した。
劇場版『destructed』は市川緑（緑子）と2人で再会し、互いの本名を明かすシーンが追加されている。そのエピローグでは遊月と再会。一緒に青空を見ていた。
緑子（みどりこ）
声 - 高橋未奈美
一衣のルリグ。セレクター時代の本名は市川 緑（いちかわ みどり）。心優しい性格で、何かと気圧されがちな一衣を支える。一人称は「僕」。
るう子や遊月と友達になり既に「願い」が叶ってしまった一衣にとって、セレクターバトルはペナルティしか存在しない無用の長物であった。それゆえに緑子は、自身を早く破棄するよう一衣に諭すが、緑子も友達だとして一衣は頑なにそれを拒否する。しかし皮肉にもその後、一衣は伊緒奈に敗北を喫してしまい、緑子はカードから姿を消した。
作中での活躍はそれきりだが、後に伊緒奈が開催するWIXOSSトーナメントにおいて、別のセレクターのルリグとなっていたことが明かされており、全てが終わった後は一衣と再会し、彼女を嬉し泣きさせていたことが明かされている。
劇場版『destructed』は雲上華代（花代）と2人で再会し、互いの本名を明かすシーンが追加されている。エピローグでは一衣とバスで青空を見ている。
ピルルク
声 - 大西沙織
晶のルリグ。晶とはほとんど会話せず、ただ従順に付き従う。晶からの愛称は「ピルルクたん」。
自身が宿るカードを晶に破かれそうになっても平然とあしらう冷静な性格で、晶と特別仲が良いというわけではないことがうかがえる。
対戦相手の指定したレベルの手札を強制的に捨てさせるアーツ《ピーピング・アナライズ》を使うと、相手セレクターの「願い」を読むことができる。
セレクター時代の本名は水嶋 清衣（みずしま きよい）。外伝『peeping analyze』では主人公に抜擢されている。
小学生の頃はいじめに遭っており、中学に進学してからも内向的で人付き合いを避けていたが、ふたせ文緒の『ウィクロス 〜慟哭の翼は亡国の夢に刻印を施す〜』を読んでいたことがきっかけで同級生の坂口歩美と仲良くなり始める。その後、自分をかばって交通事故に遭い意識不明の重体となった歩美を見舞いに行った病院で歩美の母からWIXOSSのスターターを託され、リメンバを引き当ててセレクターとなった。
ルリグとなって夢限少女の真実、そして自身と入れ替わったリメンバが「清衣の願いを叶える」ために取った行動を知った後はリメンバへの復讐を最優先に行動しているが、《ピーピング・アナライズ》を使いこなせるセレクターとはなかなか巡り会わずルリグの中でも勝率は非常に低かった。晶が伊緒奈に敗れて3敗した後、繭の差し金で歩美とうり二つの外見を持つ女子高生の橋本アミカに引き当てられる。病気のため入院している母を治したいというかつての自分と通じる願いを持つアミカに対しては次第に心を開いていくが、2敗して後が無くなったところでアミカの母の容体が急変したという報せが入る。ピルルクとアミカを意を決して清衣と入れ替わった後に黒のルリグを引き当てて再びセレクターとなったリメンバとの最終決戦に挑み、レベル5の《コード・ピルルクACRO》へのグロウを成功させた。
劇場版のエピローグでは清衣に戻った後に晶との交友関係が示唆されていたが、ブルーレイ/DVD初回盤特典のCDドラマによれば清衣の方から連絡を取って晶と再会したことが明かされている。
続編の『Lostorage incited WIXOSS』では再びセレクターの水嶋清衣として第2話から登場しており、自身がルリグだった時と同じ「ピルルク」と名付けた青のルリグを連れている。
ウリス
声 - 釘宮理恵
伊緒奈のルリグ。「晶を叩きのめしたらどのような声で泣くかが楽しみ」と言うなど、嗜虐的な一面を持つ。
そうした行為を伊緒奈に窘められる一方、真っ当な願いも持たずただバトルを望み続ける伊緒奈を「クソみたい」と称するが、バトル時に仲違いをすることはなく、むしろ不思議な連携を見せる。作中でルリグとして活動している時は落ち着いた印象の伊緒奈とは対照的に饒舌な振る舞いを見せていたが、後に浦添伊緒奈と入れ替わり、彼女の姿でセレクターとして活動している時は常に冷静沈着かつ物静かな振る舞いをしている。
セレクターとしての実力は非常に高く、るう子がセレクターバトルで唯一敗北した相手で、セレクターとしては本編では最後まで一度も敗北をしていない。
ルリグとなる前から「美しいものや強いものが壊れる姿」を美しいと感じ、壊す行為に快感を覚える嗜虐趣味の少女だった。独自の美学から目に見える傷が残る行為を下品として嫌い、逆に人の心をじわじわと追い詰める行為を特に好んで行っていたがそれを周囲に見咎められ、くすぶっていたところでルリグと出会いセレクターとなる。
セレクター時代の本名は五十嵐 留未（いがらし るみ）。母親を亡くして叔父の戸賀崎家に引き取られたが、叔母から疎まれたことが原因で施設に預けられる。セレクターになった後は何人もの少女を破滅させていたが、最後には「セレクターバトルという負の感情の渦に身を投じる」ことに最高の快感を見出すようになりルリグとなることを選択した。
るう子との決戦においては伊緒奈と共に敗北してしまうが、伊緒奈が夢限少女となったことで伊緒奈の身体を手に入れ、不吉な笑みを浮かべながらるう子たちの前から姿を消した。
その後、自宅に引きこもっていた晶に接触、彼女を籠絡した。また、新しくタマをルリグとして手に入れ、再びセレクターとなった。るう子を「強い」と感じ、新たな壊す対象として認め戦いをしかけ勝利する。
その後は晶との戦いに勝利し、再びルリグ化。繭をセレクターとし、白窓の部屋でるう子・ユキと戦うが、繭がるう子に敗れたことで闇に飲み込まれて消滅した。
劇場版『destructed』では、すべてが終わり、戻る体もなく虚無の中で闇に染まっていく中、孤独を快楽としてきた自分にとっては闇に染まり孤独に漂うことも快楽であり「こんなの最高じゃない」と笑みを浮かべる。そんな中に幸が現れ、自殺したのは幸の肉体に宿った他のルリグであること、肉体の死によって彼女はもはや元には戻れないこと、自身の願いが「留未を救うこと」であったことを告げる。理不尽な破滅を迎えても彼女を想い続け、自身を迎えにまできた幸の姿に彼女はこれまで麻痺していたものが溢れるかのように号泣。幸に抱きしめられて真っ暗な闇の底へと静かに消えてゆくのだった。
エルドラ
声 - 新井里美
ちよりのルリグ。物腰柔らかに天真爛漫なちよりを支える。能天気でマイペースだが、いざという時には思慮深さを発揮する。
ちよりを危険なセレクターバトルから退けるために3回目の敗北を覚悟。最後にちよりに「大好きだった」と言い残し、彼女らの前から姿を消した。セレクター時代の本名はこがね。
ユヅキ
イオナ / ユキ
ミルルン
声 - 日高里菜
晶の新たなルリグ。生意気かつ饒舌で相手を苛立たせる喋り方をする。ピルルク同様晶と特別仲が良いわけでもなく、晶のピンチを茶化すような真似をしては晶に怒鳴られている。
アン
声 - 長妻樹里
文緒のルリグ。常に袴姿。高飛車なお嬢様タイプ。
マユ
声 - 種田梨沙 （劇場版 声 -久野美咲/瀬戸麻沙美）
るう子のルリグ。タマとユキ（イオナ）が１つとなり、グロウした姿。性格はまだタマとユキが共存している状態だが、二人と違い少し大人びている。るう子のことをちっちゃい子とからかったりする。名前の由来は、タマのタを取ってユキのユを付けた、るう子らしい名前ともう一つは、タマとユキを生み出した繭にちなみ名付けた。
ハナレ
声 - 日笠陽子
劇場版のみ登場した黒のルリグ。伊緒奈と入れ替わったウリスが晶に脇腹を刺されて負傷した後、道端で呼び止められたセレクターの寛子（声 - M・A・O）が使用していた。ウリスは「片思いしている男子と同じクラスになりたい」と言う寛子の願いを「カスみたいな願い」と言いながらも再び夢限少女となるためには勝ち数を稼がなければならないため対戦に応じる。
その正体は留未の従妹で、留未からどれだけ突き放されても一途に留未を慕っていた戸賀崎 幸（とがさき さち）だが、幸の本体はルリグと入れ替わった後に自殺未遂で意識不明の重体となっている。当のウリスは幸が意識不明のまま入院している事実を知った直後に寛子と対戦したが、その寛子が引き連れているルリグの正体が幸であることには全く気付いておらず、またハナレも対戦相手のセレクターの人格が自分の探し求めている相手であることには気付いていなかった。終盤でウリスと一緒に虚無の中で抱きしめられて真っ暗な闇の底へと静かに消えてゆくのだった。

### その他の人物
小湊 ハツ（こみなと ハツ）
声 - 久保田民絵
るう子の祖母。温和な性格。るう子と二人で西新宿近郊のマンションで暮らしている。ハツもゲーム好きで、るう子と共に『WIXOSS』のプレイをしている。
テストでるう子が悪い点を取ったときなど、るう子の隠し事はすぐに見抜いてしまう。
るう子がウリスに負けるまで、るう子に（セレクターバトルではないとは言え）『WIXOSS』で勝利している唯一の人物でもあった。
実は、ネコを飼っていなかったことが劇場版『destructed』で判明する。
小湊 歩（こみなと あゆむ）
声 - 石谷春貴/（幼少期）藤井ゆきよ
るう子の兄。ゲーム好きな大学生。現在は家を出て一人暮らしをしているが、祖母やるう子の様子を気遣って時折マンションを訪れている。口は悪いが家族思いの一面を覗かせている。
紅林 香月（くればやし かづき）
声 - 小林裕介
遊月の双子の弟。セレクターではないものの『WIXOSS』のプレイヤーとして遊月やるう子に様々なアドバイスを行う。
幼い頃は身体が弱く遊月に迷惑をかけたという後悔から遊月の「願い」を成就させたいと考えている。
基本的には穏やかで人当たりもよく優しいが、遊月を侮辱されると激しい感情を露わにする。
ほのか（声 - 巽悠衣子）という幼馴染の同級生からの告白を断ったことで、遊月との関係を悪意を以て広められる中、精神が花代と入れ替わった遊月に想いを告げられ両想いとなった。後にひょんな事で遊月が自身の知る遊月では無い事を知り愕然とするが、現実を受け入れセレクターバトルを終わらせようとするるう子達をサポートする。
繭（まゆ）
声 - 種田梨沙
セレクターバトル関連の物語の黒幕。「最初のともだち」として、タマとイオナを生み出した存在。その正体は、タマとイオナが見る悪夢「白窓の部屋」の化身。元々は普通の少女であった。本名不明。現在は故人。
これからルリグとなるセレクターに対し、ルリグやセレクターについて語り聞かせる。
思っていることを具現化する謎の力を持っており、その力でセレクターバトルの物語を動かしている（伊緒奈曰く「お人形遊び」）。るう子と伊緒奈の決戦中にタマの前に現れ、るう子を勝利へ導こうとしていたタマに再び疑念を抱かせたり、バトル中にタマ、イオナと自分の関係を暴露したイオナに対し粛清を加えるなど、自身に都合が悪いことが起きれば介入しセレクターやルリグの邪魔をすることもある。
自分の思い描いていることと違う展開になると激昂したり、混乱したりと、精神的に不安定な面がある。
生前は病気がちで、他人や外界との交わりを一切絶たれた上に名前すら呼ばれることなく、天窓からしか外が見えない部屋に幽閉されていた。そんな彼女が一人遊びに用いていたのがWIXOSSであり、彼女の他人や外界に対する絶望や憎しみや嫉妬、また憧れや願いがセレクターバトルやタマたちルリグを生み出した。また、決して非情になれない性格であり、彼女が亡くなるまで自身の本当の願いであるシロ（タマ）のことを大切にしていたのは、真実である。
タマとイオナ（ユキ）とは、表裏一体の存在で、繭の消滅は「白窓の部屋」と共に消えることを意味する。 また繭自身もユキに攻撃する際に、自分と一緒に消えて欲しいと願っていたことを仄めかしている。
「白窓の部屋」での最終決戦において、ウリスのセレクターとしてるう子とユキの前に最後の敵として立ちふさがるも、今まで誰かとバトルをしたことがなく実戦経験の薄さからWIXOSSではるう子には太刀打ちできず、ウリスにさえ幻滅させていた。るう子との戦いに敗れた後、自分の全てを受け止めるように抱きしめてくれたるう子の腕の中で、無数の蝶となり、最後に「羽ばたいて、あなた達は本当の空へ」と言葉を残し消えていった。
『Lostorage』でタマ（ユキ）は彼女のことは吹っ切れ、自分の道を歩むようになり、結果的にタマ（ユキ）に「羽ばたいて、あなた達は本当の空へ」＝（自分の道を見つけてほしい）という彼女の願いは叶った。

### peeping analyzeの登場人物
坂口 歩美（さかぐち あゆみ）
声 - 大和田仁美（『Lostorage conflated WIXOSS』）
清衣（後のピルルク）の同級生。WIXOSSにはまっており、クラス内で浮いていた清衣が『ウィクロス 〜慟哭の翼は亡国の夢に刻印を施す〜』を読んでいたのでTCGにも興味があるのではないかと思って誘いをかけた。最初の内は清衣に避けられていたが、次第に打ち解けて来た中で交通事故に遭い意識不明の重体となってしまう。
歩美が事故に遭ったこと、そして歩美の救済をWIXOSSに託した“結果”は清衣＝ピルルクにとって「生涯を賭けても償い切れない重い罪」と認識されている。
リメンバ
声 - 葵井歌菜（『Lostorage conflated WIXOSS』）
清衣が病院で歩美の母から託されたWIXOSSのスターターに入っていた白のルリグ。清衣とは対照的に明るく、お調子者のように振る舞っている。
アニメ『Lostorage incited WIXOSS』では、清衣の回想シーンで登場している。
橋本 アミカ（はしもと アミカ）
声 - 大和田仁美（『Lostorage conflated WIXOSS』）
晶が3敗してセレクターから脱落した後にピルルクが派遣され、新たなセレクターとなった女子高生。歩美とうり二つの顔をしている。
WIXOSSは全くの初心者で、母親が病気で入院中のため帰宅後は弟たちの世話で多忙な日々を送っている。

## 用語
セレクター
意思を持ったルリグのカードを持つ『WIXOSS』のプレイヤーのこと。
他のセレクターとのバトルに勝ち続けることで、"胸に秘めた願いを叶えることができる夢限少女"になれるとされている。しかし夢限少女になるためには勝ち続けると共に、セレクターごとの「願い」に対応したある「条件」が必要であるという。バトルに3回負けるとその資格を失う。しかし、一度セレクターとしての資格を失った場合でも再びデッキを入手し、ルリグと出会うことができれば再度セレクターになることができる。なお、セレクター同士であっても、互いのデッキからルリグを除外した状態ならばセレクターとしてのバトルではなくなり、普通のバトルを楽しむことができる。
セレクターの数は少なく、るう子達の中学校にはるう子と遊月の二人しかいない。一方で、ルリグは互いに引かれ合う性質を持つため、セレクターは相手がセレクターであるかどうかが一目で判断できる。判断するには直接の目視は必要ないようで、花代は電車内のディスプレイ広告に映る晶を見て、セレクターであると見抜いた。
セレクター同士のバトルはセレクターだけが知覚できる特別な空間で行われ、その間現実世界のセレクターは無意識状態になる。周辺に他のセレクターがいる場合、それらのセレクターも空間に引きずり込まれる。一方、一般人はこの空間に入れないが観戦することはできる。また、空間内部からの声は外部に届かないが、外部からの声は届く。
空間はバトルするセレクター同士の相性によってその雰囲気が変化する。
基本的にバトルの勝敗が決するまで空間は維持される。ただし、バトルの存在を知らない無関係の人間が介入した場合、あるいはバトル中のセレクターが何らかの理由でバトルの続行が不可能となった場合、強制的にバトルが終了しノーゲームとなる。しかし、セレクターがバトルを妨害すると、大きな「ペナルティ」が発生する。
ルリグ
セレクターの分身としてバトルを行う、ルリグカードに魂を宿す存在。名称の由来は「“GIRL”の逆さ読み」とされる。セレクター以外にはその声は聞こえない。
ルリグを所持することがセレクターの資格であるため、逆にいうとルリグを所持するものは必然的にセレクターとしてバトルに巻き込まれていく。
バトル中にグロウすることで少しずつ容姿や服装が変化する。さらに、バトル中のグロウとは別にセレクターが夢限少女に近づくとルリグは「進化」し、カードのテキストに加えて容姿や能力が恒久的に変化する。
力の消耗を回復するため、バトルが終わる度にしばらくの間眠りにつき、基本的に連続でのバトルができない（伊緒奈とバトルをした直後のセレクターに晶がバトルを挑むなどの例外もある）。
所持者であるセレクターが3回敗北するとルリグはカードから消滅する（12話にて、消滅したはずの緑子が別のセレクターのルリグになっていることや、エルドラがカードが抜け出し去っていたこと、繭に作られたルリグは「タマ」と「イオナ」以外は全て消滅したとされていることから、繭によって作られたルリグは消滅してしまうが、元々は人間だったルリグは完全に消滅することはない模様）。
パートナーであるセレクターが夢限少女となると、ルリグはセレクターと立場が入れ替わる。すなわちセレクターは肉体を失ってルリグとなり、代わりにルリグがセレクターの身体を手に入れる。これにより、入れ替わったルリグはセレクターの身体を使って自由に行動することができるようになる（"願いを叶えることができる"ようになる）。このようにして入れ替わったルリグには、本来のセレクターの願いを叶える使命がある模様。このようにして、セレクターとルリグの関係は延々と続くことになる。
こうしたルリグとセレクターの関係の真実はルリグが話さない限り明かされないものの、真実を話すこと自体は自由にできる。しかし、真実を知ったセレクターがバトルを継続することはほぼ皆無（すなわち、セレクターの身体を手に入れることがほぼ不可能）であるため、真実を話すことはルリグとして存在し続ける運命を受け入れることに等しい。
夢限少女（むげんしょうじょ）
バトルに勝利したセレクターが辿り着く、"胸に秘めた願いを叶えることができる"至高の存在。セレクターバトルに勝ち続けることでなれると言われているが、前述の通り実際にはセレクターごとに課せられた条件が必要となる。ゆえに、実際に何回勝てば夢限少女になれるかはセレクターによって異なる。逆に3回敗北するとセレクターに関わる記憶は全て抹消され（ただし晶は3回負けた後にるう子と遊月の前に現れた。また、一衣は自力で記憶を取り戻している）、願いがマイナスとなるようなペナルティを受ける（例えば富を願っていれば、全て失って貧困に喘ぐことになる）。実際に夢限少女になるには、夢限少女になる条件を満たした後の初めてのバトルで、勝敗を決する最後の一撃をルリグと共に行うこと（ただし、例えば伊緒奈の「願い」の成就は敗北することが最後の条件となっており、必ずしもその限りではない）。すなわちルリグの同意が必要となり、ルリグが叶えられる（叶えたい）と判断した「願い」でなければならない。その上で「私は受け入れる。選択者の理を。そして今、ここに新たな夢限少女が誕生する」という誓いの言葉をルリグと共に告げることが必要。誓いの言葉を告げなかった場合、バトルには勝利しても夢限少女になることは不可能。
叶った願いやペナルティは他の夢限少女の願いをもってしても覆すことはできない。
夢限少女となったセレクターは、前述の通りパートナーであるルリグと立場が入れ替わる。ルリグと化したセレクターは別のセレクターの元でルリグとして戦いを続けることになる。
小説版『WIXOSS』（しょうせつばんウィクロス）
ふたせ文緒が書いたノベライズ。正式タイトルは1巻が『WIXOSS 〜慟哭の翼は亡国の夢に刻印を施す〜』、2巻が『WIXOSS II 〜虚空の炎は忘却の凱歌を奏でる〜』だが、続刊は未定。アニメと外伝『peeping analyze』の登場人物では、ちよりと水嶋清衣がこのシリーズを愛読していた。
元々はネットでTCGの二次創作として公表していたものだったが、出版社からのオファーでライトノベルとして刊行された。単語は多少変更されているが、文緒が自身のルリグであるふたせから聞いた情報を基に執筆されているため『WIXOSS』を巡る都市伝説の核心に迫った内容となっている。
白窓の部屋 （しろまどのへや）
夢限少女になったセレクターやタマとイオナ（ユキ）の夢の中に現れる世界で、繭が住んでいる。風景は色がなく閉じられた窓しかなく、その世界には扉がない。
その正体は、生前の繭が亡くなる前に切り離した悪夢、すなわちタマとイオナ（ユキ）がまだ、シロとクロだった頃の「生前の繭と過ごした部屋の記憶」が具現化した悪夢である。アニメ第二期の最終回でるう子が白窓の部屋の化身の繭に勝利したことで、タマとユキと一緒に消滅するはずだったが、るう子が「ルリグになった女の子達を人間にして」と願ったことでタマ（ユキ）が人間になったことで、第2シリーズ『Lostorage』で形を変えて再び現れることになる。清衣達の活躍により完全に消滅したことにより繭と白窓の部屋に関する記憶をセレクター達（るう子とタマ〈ユキ〉を除く）の記憶から消し去った。
ちなみに白窓の部屋の元になった繭の家は、るう子達がWIXOSSで遊んでいた図書館の近くにあり、今では人は住んでおらず「幽霊屋敷」と呼ばれている。

## スタッフ
- 原作[8] - LRIG（ワーナー ブラザース ジャパン、タカラトミー、J.C.STAFF）
- 監督 - 佐藤卓哉
- シリーズ構成 - 岡田麿里
- キャラクターデザイン - 坂井久太
- プロップデザイン - 高瀬健一
- 美術監督 - 秋山健太郎
- 美術設定 - 座間智子、矢向宏志（第2期）
- 色彩設計 - 伊藤由紀子
- 撮影監督 - 福世晋吾
- 編集 - 後藤正浩
- 音響監督 - 岩浪美和
- 音楽 - 井内舞子
- 音楽プロデューサー - 土肥範子
- プロデュース - 川瀬浩平、佐戸憲一、松倉友二
- プロデューサー - 山口朋、山崎史紀、福田順
- アニメーション制作プロデューサー - 鈴木薫
- アニメーション制作 - J.C.STAFF
- 製作 - Project Selector

## 主題歌
エンディングの2曲はシングル発売されておらず、ブルーレイ/DVD同梱のCD「music particle」に原曲と各種アレンジが収録されている。原曲のみiTunes Store他で配信。
selector infected WIXOSS
オープニングテーマ「killy killy JOKER」
作詞・作曲・歌 - 分島花音（ワーナー・ブラザース・ホームエンターテイメント）/ 編曲 - 千葉"naotyu-"直樹
最終話においては、映像の展開に合わせて効果音が加えられる特別な演出が行われた。
初回限定盤の音楽CDの差し替えジャケットは小湊るう子が描かれる。分島花音が描き下ろした店頭用の販促ポスターには小湊るう子、紅林遊月、植村一衣、蒼井晶が描かれる。
エンディングテーマ
「realize -夢の待つ場所-」（第1話 - 第10話、第12話）
作詞 - 六ツ見純代、佐藤卓哉 / 作曲・編曲 - 前口渉 / 歌 - Cyua〈ワーナー・ブラザース・ホームエンターテイメント）
「realize -夢の待つ場所- 〜White Hope mix〜」（第11話）
作詞 - 六ツ見純代、佐藤卓哉 / 作曲 - 前口渉 / 編曲 - 渡辺和紀 / 歌 - Cyua（ワーナー・ブラザース・ホームエンターテイメント）

selector spread WIXOSS
オープニングテーマ「world's end, girl's rondo」
作詞・作曲・歌 - 分島花音（ワーナー・ブラザース・ホームエンターテイメント）/ 編曲 - 江口亮
初回限定盤の音楽CDにはWIXOSSカード「羅植カーノ」が付属する。店頭用の販促ポスターには小湊るう子とタマが描かれる。どちらも分島花音自身が描き下ろしている。
エンディングテーマ
「Undo -明日への記憶-」（第1話 - 第11話）
作詞 - 六ツ見純代、佐藤卓哉 / 作曲・編曲 - 前口渉 / 歌 - Cyua（ワーナー・ブラザース・ホームエンターテイメント）
「Undo -明日への記憶- 〜Black Desire mix〜」（第12話）
作詞 - 六ツ見純代、佐藤卓哉 / 作曲・編曲 - 前口渉 / 歌 - Cyua（ワーナー・ブラザース・ホームエンターテイメント）

## 各話リスト
| 話数                     | サブタイトル             | 脚本                     | コンテ                       | 演出                     | 作画監督                                                                         | 総作画監督               |
| selector infected WIXOSS | selector infected WIXOSS | selector infected WIXOSS | selector infected WIXOSS     | selector infected WIXOSS | selector infected WIXOSS                                                         | selector infected WIXOSS |
| ------------------------ | ------------------------ | ------------------------ | ---------------------------- | ------------------------ | -------------------------------------------------------------------------------- | ------------------------ |
| Episode01                | この奇跡は兢々           | 岡田麿里                 | 佐藤卓哉                     | 吉田りさこ               | 柴田志郎                                                                         | 冨岡寛                   |
| Episode02                | その出逢いは劇薬         | 岡田麿里                 | 佐山聖子                     | 則座誠                   | 直谷たかし、吉田尚人、児玉亮、関口愛                                             | 吉田優子                 |
| Episode03                | この平穏は戯言           | 岡田麿里                 | 下田正美                     | 鈴木洋平                 | 村上雄、芝田千紗、藤部生馬 徳田賢朗、熊谷勝弘、斎田博之                          | 冨岡寛                   |
| Episode04                | その祈りは冒涜           | 岡田麿里                 | 錦織博                       | 桜美かつし               | 直谷たかし、谷口元浩、岡郁美、関口愛 浅川翔、西見昌一郎、村上雄、木本茂樹        | 吉田優子 冨岡寛          |
| Episode05                | あの誓いは無効           | 岡田麿里                 | 佐山聖子                     | 高島大輔                 | 木本茂樹、佐野はるか、矢向宏志、鶴元慎子                                         | 冨岡寛                   |
| Episode06                | この胸は純白             | 岡田麿里                 | 二瓶勇一                     | 橋本敏一                 | 熊谷勝弘、村上雄、佐野はるか 中村真悟、児玉亮、藤部生馬 高瀬健一（エフェクト）   | 吉田優子                 |
| Episode07                | その少女は切望           | 根元歳三                 | 二瓶勇一                     | 則座誠                   | 関口愛、児玉亮、山本雅章 斎田博之、直谷たかし、橋口隼人 高瀬健一（メカ）         | 冨岡寛                   |
| Episode08                | あの契は虚事             | 岡田麿里                 | 佐山聖子                     | 桜美かつし 吉田りさこ    | 木本茂樹、村上雄、佐野はるか 岡郁美、熊谷勝弘、斎藤美香                          | 吉田優子                 |
| Episode09                | その真実は無情           | 根元歳三                 | 二瓶勇一 下田正美            | 小野田雄亮               | 齋藤格、吉田尚人、児玉亮 藤部生馬、徳田賢朗                                      | 冨岡寛                   |
| Episode10                | あの思いは漂着           | 根元歳三                 | 佐山聖子                     | 高島大輔                 | 浅川翔、熊谷勝弘、直谷たかし、徳田賢朗 関口愛、酒井美佳、児玉亮                  | 吉田優子                 |
| Episode11                | あの夏は憧憬             | 岡田麿里                 | 山崎隆 下田正美 佐藤卓哉     | 則座誠                   | 冨岡寛、関口愛、村上雄、佐野はるか 鶴元慎子、柴田志郎、吉田尚人                  | 冨岡寛 坂井久太          |
| Episode12                | その選択は…              | 岡田麿里                 | 福田道生 桜美かつし 佐藤卓哉 | 桜美かつし 佐藤卓哉      | 冨岡寛、木本茂樹、齊藤格 熊谷勝弘、藤部生馬、直谷たかし 児玉亮、斎藤美香、浅川翔 | 吉田優子 冨岡寛 坂井久太 |
| selector spread WIXOSS   |                          |                          |                              |                          |                                                                                  |                          |
| Episode01                | この開幕は無音           | 根元歳三                 | 佐山聖子、佐藤卓哉           | 佐山聖子、佐藤卓哉       | 木本茂樹                                                                         | 冨岡寛                   |
| Episode02                | その絆は微熱             | 岡田麿里                 | 二瓶勇一                     | 吉田りさこ               | 村上雄                                                                           | 吉田優子                 |
| Episode03                | その再会は偶々           | 根元歳三                 | 山崎隆                       | 則座誠                   | 都築裕佳子、松浦麻衣、小林典昭、佐藤敏明                                         | 冨岡寛                   |
| Episode04                | その妄想は爆走           | 根元歳三                 | 池端隆史                     | 桜美かつし               | 佐野はるか、徳田賢朗、関口愛、直谷たかし                                         | 吉田優子                 |
| Episode05                | この苛立は覚醒           | 鴨志田一                 | 二瓶勇一                     | 小野田雄亮 桜美かつし    | 藤部生馬、熊谷勝弘、鶴元慎子、児玉亮                                             | 冨岡寛                   |
| Episode06                | その存在は漆黒           | 鴨志田一                 | 佐山聖子                     | 佐山聖子                 | 村上雄、酒井美佳、中村真悟、藤部生馬                                             | 吉田優子                 |
| Episode07                | あの嘘は傷跡             | 根元歳三                 | 桜美かつし                   | 山崎隆                   | 都築裕佳子、小野和美、井本由紀                                                   | 冨岡寛                   |
| Episode08                | この世界は私物           | 根元歳三                 | 後藤圭二                     | 後藤圭二                 | 関口愛、佐野はるか、芝田千紗、上田みねこ 高瀬健一（エフェクト）                  | 吉田優子                 |
| Episode09                | その別れは唐突           | 岡田麿里                 | 佐山聖子                     | 橋本敏一                 | 村上雄、矢向宏志、岡郁美、舘崎大、冨岡寛                                         | 冨岡寛                   |
| Episode10                | このぬくもりは限界       | 岡田麿里                 | 吉田りさこ                   | 吉田りさこ               | 中山由美、藤部生馬、中村真悟、児玉亮 さのえり、舘崎大、徳田賢朗                  | 吉田優子 冨岡寛          |
| Episode11                | あの窓は施錠             | 岡田麿里                 | 篠原俊哉                     | 佐山聖子 山崎隆          | 小澤理彦、柴田志郎、関口愛 鶴元慎子、吉田尚人、芝田千紗                          | 冨岡寛                   |
| Episode12                | この選択は…              | 岡田麿里                 | 桜美かつし 佐藤卓哉          | 桜美かつし 佐藤卓哉      | 佐野はるか、村上雄、岡郁美 芝田千紗、矢向宏志、熊谷勝弘                          | 吉田優子 冨岡寛          |

## 放送局

### 日本国内
| 放送地域                 | 放送局                   | 放送期間                 | 放送日時                     | 放送系列                 | 備考                            |
| selector infected WIXOSS | selector infected WIXOSS | selector infected WIXOSS | selector infected WIXOSS     | selector infected WIXOSS | selector infected WIXOSS        |
| ------------------------ | ------------------------ | ------------------------ | ---------------------------- | ------------------------ | ------------------------------- |
| 近畿広域圏               | 毎日放送                 | 2014年4月4日 - 6月20日   | 金曜 2:49 - 3:19（木曜深夜） | TBS系列                  |                                 |
| 東京都                   | TOKYO MX                 | 2014年4月5日 - 6月21日   | 土曜 1:05 - 1:35（金曜深夜） | 独立局                   |                                 |
| 愛知県                   | テレビ愛知               | 2014年4月6日 - 6月29日   | 日曜 2:20 - 2:50（土曜深夜） | テレビ東京系列           | [ 注 2 ] [ 12 ]                 |
| 日本全域                 | AT-X                     | 2014年4月6日 - 6月22日   | 日曜 20:30 - 21:00           | CS放送                   | リピート放送あり                |
| 日本全域                 | BS11                     | 2014年4月7日 - 6月23日   | 月曜 0:00 - 0:30（日曜深夜） | BS放送                   | 『ANIME+』枠                    |
| 日本全域                 | キッズステーション       | 2014年7月17日 - 10月2日  | 木曜 23:00 - 23:30           | CS放送                   | 『エリア23』枠 リピート放送あり |
| 日本全域                 | キッズステーション       | 2015年1月3日 - 1月4日    | 土曜 23:00 - 日曜 4:36       | CS放送                   | 一挙放送                        |
| selector spread WIXOSS   |                          |                          |                              |                          |                                 |
| 東京都                   | TOKYO MX                 | 2014年10月4日 - 12月20日 | 土曜 1:05 - 1:35（金曜深夜） | 独立局                   |                                 |
| 近畿広域圏               | 毎日放送                 | 2014年10月5日 - 12月21日 | 日曜 2:58 - 3:28（土曜深夜） | TBS系列                  | 『アニメシャワー』第3部         |
| 愛知県                   | テレビ愛知               | 2014年10月6日 - 12月22日 | 月曜 2:05 - 2:35（日曜深夜） | テレビ東京系列           |                                 |
| 日本全域                 | AT-X                     | 2014年10月6日 - 12月22日 | 月曜 23:00 - 23:30           | CS放送                   | リピート放送あり                |
| 日本全域                 | BS11                     | 2014年10月7日 - 12月23日 | 火曜 0:00 - 0:30（月曜深夜） | BS放送                   | 『ANIME+』枠                    |
| 日本全域                 | キッズステーション       | 2014年10月9日 - 12月25日 | 木曜 23:00 - 23:30           | CS放送                   | 『エリア23』枠 リピート放送あり |
| 日本全域                 | キッズステーション       | 2015年1月4日 - 1月5日    | 日曜 23:00 - 月曜 4:36       | CS放送                   | 一挙放送                        |

| 放送地域                 | 放送局                   | 放送期間                 | 放送日時                 | 放送系列                 | 備考                     |
| selector infected WIXOSS | selector infected WIXOSS | selector infected WIXOSS | selector infected WIXOSS | selector infected WIXOSS | selector infected WIXOSS |
| ------------------------ | ------------------------ | ------------------------ | ------------------------ | ------------------------ | ------------------------ |
| 日本全域                 | ニコニコチャンネル       | 2014年4月6日 - 6月22日   | 日曜 12:00 更新          | ネット配信               |                          |
| 日本全域                 | バンダイチャンネル       | 2014年4月6日 - 6月22日   | 日曜 12:00 更新          | ネット配信               |                          |
| 日本全域                 | ニコニコ生放送           | 2014年4月6日 - 6月22日   | 日曜 22:30 - 23:00       | ネット配信               |                          |
| selector spread WIXOSS   |                          |                          |                          |                          |                          |
| 日本全域                 | ニコニコチャンネル       | 2014年10月6日 - 12月22日 | 月曜 12:00 更新          | ネット配信               |                          |
| 日本全域                 | バンダイチャンネル       | 2014年10月6日 - 12月22日 | 月曜 12:00 更新          | ネット配信               |                          |
| 日本全域                 | ニコニコ生放送           | 2014年10月6日 - 12月22日 | 月曜 22:30 - 23:00       | ネット配信               |                          |

2018年夏からは、Youtubeのタカラトミーチャンネルで「infected」からの振り返り配信が行われた。

### 日本国外
| 放送地域                 | 放送局                   | 放送期間                 | 放送日時                 | 放送系列                                 | 備考                     |
| selector infected WIXOSS | selector infected WIXOSS | selector infected WIXOSS | selector infected WIXOSS | selector infected WIXOSS                 | selector infected WIXOSS |
| ------------------------ | ------------------------ | ------------------------ | ------------------------ | ---------------------------------------- | ------------------------ |
| 大韓民国全域             | ANIPLUS                  | 2014年4月9日 - 6月25日   | 水曜 23:00 - 23:30       | CS放送、IP放送 ケーブルテレビ ネット配信 |                          |

上記の他、北米（アメリカ合衆国・カナダ）ではFUNimation、ヨーロッパ大陸部および中東ではCrunchyroll、イギリスではANIMAX UK、中華人民共和国では愛奇芸がそれぞれ公式配信を実施している。

## Blu-ray / DVD
| 巻  | 発売日                                    | 収録話         | 規格品番   | 規格品番   |
| 巻  | 発売日                                    | 収録話         | BD初回盤   | DVD初回盤  |
| --- | ----------------------------------------- | -------------- | ---------- | ---------- |
| 1   | 2014年8月27日                             | 第1話 - 第4話  | 1000507258 | 1000507454 |
| 2   | 2014年10月22日                            | 第5話 - 第8話  | 1000507259 | 1000507455 |
| 3   | 2014年12月19日                            | 第9話 - 第12話 | 1000507450 | 1000507456 |
| BOX | （DVD）2015年12月23日 （BD）2016年9月28日 | 第1話 - 第12話 | 1000621219 | 1000587152 |

| 巻  | 発売日                                     | 収録話         | 規格品番   | 規格品番   |
| 巻  | 発売日                                     | 収録話         | BD初回盤   | DVD初回盤  |
| --- | ------------------------------------------ | -------------- | ---------- | ---------- |
| 1   | 2015年2月25日                              | 第1話 - 第4話  | 1000507451 | 1000507457 |
| 2   | 2015年4月22日                              | 第5話 - 第8話  | 1000507452 | 1000507458 |
| 3   | 2015年6月24日                              | 第9話 - 第12話 | 1000507453 | 1000507459 |
| BOX | （DVD）2015年12月23日 （BD）2016年10月26日 | 第1話 - 第12話 | 1000621300 | 1000587153 |

日本国外では、KAZÉが2015年3月からドイツ語吹き替え版の、
同年9月からFUNimationが北米で英語吹き替え版のブルーレイ/DVDを発売している。いずれも副音声で日本語収録。

### 映像特典
以下はDVD-BOXとブルーレイBOXにも収録されている。
緑子さんとピルルクたん
『infected』1 - 3巻収録の短編映像。脚本：杉原研二、キャラクターの絵：佐藤卓哉。
夢限少女になりたいの! 二人でWIXOSSやってみた!
『infected』および『spread』各巻収録の実写映像。加隈亜衣（小湊るう子 役）と佐倉綾音（紅林遊月 役）がWIXOSSスターターデッキで対戦する。

### BOX特典
以下の特典は、12話セットのBOXには同梱されていない（DVD-BOXではTCG用プロモカードが各1枚付属）。
WIXOSSスターターデッキ
『infected』1 - 3巻、『spread』1 - 2巻に付属するWIXOSSのスターターデッキ。詳細は『WIXOSS#カードセット』を参照。
analyze file
各巻に付属する解説書。各話の解説、設定画、山口朋のWIXOSSコラム、オリジナルノベルなどを収録。
セレクター オリジナルノベル
各巻に付属するanalyze fileに収録されたショートノベル。鴨志田一作。
オリジナルノベル1はアニメ5話の幕間のるう子の話、オリジナルノベル2から5はそれぞれ一衣、遊月、晶、ウリスの前日譚、オリジナルノベル6はちよりの幕間劇という内容。
1. selector -linkages- ともだちの時間
2. selector -linkages- ふたりはゆっくりと歩き出す
3. selector -linkages- 真っ直ぐに、不器用に、彼女は誰にも言えない恋をする
4. selector -linkages- 彼女の妄執の名は片想い
5. selector -linkages- 少女U
6. selector -linkages- その情熱は空回り

music particle
『infected』1・3巻と『spread』1・2巻に同梱されるCD。主題歌のテレビサイズ、エンディング曲のオリジナルと各種アレンジ、サウンドトラック。

## 劇場版selector destructed WIXOSS
劇場版『selector destructed WIXOSS』はワーナー・ブラザース映画の配給で、2016年2月13日より新宿バルト9を始め日本国内の35館で公開。キャッチコピーは「希望、願望、欲望・・・　その望みをかなえる為、少女達は足を踏み入れる・・・　いつ終わるともしれない危険な遊戯（セレクターバトル）と知らず―」「絶対に叶えたい、その願い―」。

### マナームービーに登場するルリグ
ウムル
声 - 五十嵐裕美
『selector』の世界上では劇中劇として扱われている『WIXOSS』に登場する黒のルリグで、市販のTCGにも登場している。
登場は本編前のマナームービーのみだが、テレビシリーズでは『spread』最終話で一衣がウムルのカードを使用していた。
タウィル
声 - 古木のぞみ
ウムルと同様に『selector』の世界上では劇中劇として扱われている『WIXOSS』に登場する白のルリグで、市販のTCGにも登場している。
やはり登場は本編前のマナームービーのみだが、テレビシリーズでは『spread』最終話で遊月がタウィルのカードを使用していた。

### スタッフ（劇場版）
- 原作 - LRIG（WARNER×TAKARA TOMY×J.C.STAFF）
- 監督 - 佐藤卓哉
- 副監督 - 桜美かつし
- 脚本 - 岡田麿里
- キャラクターデザイン - 坂井久太
- プロップデザイン - 高瀬健一
- 絵コンテ - 桜美かつし、佐藤卓哉
- 演出 - 桜美かつし
- 総作画監督 - 木本茂樹
- 作画監督 - 木本茂樹、冷水由紀絵
- 美術監督 - 秋山健太郎
- 色彩設計 - 伊藤由紀子
- 撮影監督 - 福世晋吾
- 編集 - 後藤正浩
- 音響監督 - 岩波美和
- 音響効果 - 小山恭正
- 音楽 - 井内舞子
- プロデュース - 川瀬浩平、佐戸憲一、松倉友二
- プロデューサー - 山口朋、志治雄一郎、深尾聡志、福田順
- アニメーション製作 - J.C.STAFF
- 配給 - ワーナー・ブラザース映画
- 製作 - 劇場版 selector destructed WIXOSS製作委員会（ワーナー・ブラザース映画、タカラトミー、博報堂DYミュージック&ピクチャーズ、クロックワークス、J.C.STAFF）

### 主題歌（劇場版）
メインテーマ「Love your enemies」
作詞・作曲・歌 - 分島花音
エンディングのスタッフロール部に使用。
挿入歌「Ever After」
歌 - Cyua

## イベント
selector & WIXOSS festival 『selector spread WIXOSS』放送直前スペシャルイベント
「selector & WIXOSS festival」は2014年9月27日に六本木で開催したWIXOSSとアニメselectorの合同イベント。「『selector spread WIXOSS』放送直前スペシャルイベント」はアニメselector側のイベントで、ラフォーレミュージアム六本木で開催した。selector radio WIXOSSの公開録音、selector spread WIXOSS第1話の先行上映、分島花音、Cyuaのライブが行われた。
出演：加隈亜衣、茅野愛衣、赤﨑千夏、瀬戸麻沙美、久野美咲、佐倉綾音、分島花音、Cyua
selector展
2014年9月30日から2014年10月13日まで東京アニメセンター（秋葉原UDX4F）で開催。衣装、台本、設定画、WIXOSSカードの展示、関連映像の上映等が行われた。
selectorスペシャルイベント
2015年4月19日に市川市文化会館で開催。分島花音のライブ、声優陣のアンケート、アフレコ、チーム対抗バトル、Cyuaのライブ、劇場版制作発表が行われた。
出演：加隈亜衣、久野美咲、瀬戸麻沙美、佐倉綾音、茅野愛衣、赤﨑千夏、杜野まこ、種田梨沙、分島花音、Cyua、川瀬浩平
selector destructed WIXOSS - BATTLE FIELD - この劇場は戦域
2016年1月29日から2016年3月4日まで梅田ブルク7で開催。劇場版のトレーラーの放映、テレビシリーズのストーリーパネルの展示、タカラトミー提供のアイテムの展示等が行われた。
劇場版selector destructed WIXOSS 舞台挨拶
- 前夜祭

2016年2月12日に新宿バルト9で開催。実施時間は21:30の回上映前。
出演：加隈亜衣、久野美咲、茅野愛衣、川瀬浩平（司会）
- 初日舞台挨拶

2016年2月13日に新宿バルト9と横浜ブルク13で開催。新宿バルト9の実施時間は9:00の回上映後と11:35の回の上映前。横浜ブルク13の実施時間は13:50の回上映後と16:30の回の上映前。
出演：加隈亜衣、久野美咲、佐倉綾音、茅野愛衣、種田梨沙、釘宮理恵、川瀬浩平（司会）
- 大ヒット御礼舞台挨拶

2016年2月27日に新宿バルト9で開催。実施時間は16:30の回上映後。
出演：加隈亜衣、久野美咲、赤﨑千夏、種田梨沙、川瀬浩平（司会）

## 漫画作品
『infected』放送終了と『spread』放送開始の合間にあたる2014年7月から9月にかけて漫画作品2タイトルの連載が開始された。いずれも原作・LRIG、ストーリー原案・岡田麿里。
集英社『ウルトラジャンプ』で2014年8月号から2015年6月号まで連載された『selector infected WIXOSS -peeping analyze-』（漫画：鈴木マナツ）は本作の直接的な外伝にあたり、スクウェア・エニックス『月刊ビッグガンガン』で2014年Vol.10から2015年Vol.11まで連載されたもう1作の『selector infected WIXOSS -Re/verse-』（漫画：めきめき）はアニメの基本設定を踏襲しているが登場人物は全く別のスピンオフとなっている。『ウルトラジャンプ』では『-peeping analyze-』の完結後、2015年8月号から2016年9月号まで「ラスボスいじり系スピンオフ」として『selector infected WIXOSS 〜まゆのおへや〜』（漫画：nini）が連載された。
本節では『ウルトラジャンプ』に連載された2作品について解説する。『Re/verse』については当該項目を参照のこと。

### selector infected WIXOSS -peeping analyze-
『selector infected WIXOSS -peeping analyze-』（セレクター インフェクテッド ウィクロス ピーピングアナライズ）は、アニメの外伝にあたる漫画作品である。連載開始前の仮題は「selector infected WIXOSS -blue appli-」（ - ブルーアプリ）であった。原作：LRIG、ストーリー原案：岡田麿里、漫画：鈴木マナツ。
集英社『ウルトラジャンプ』2014年8月号にプロローグ編が掲載された後、9月号から2015年6月号まで連載。プロローグ編を含めて全11話で、話数表記は「Episode 00:」。『ウルトラジャンプ』には本編と並行して本村康祐（タカラトミー）のWIXOSS講座、4コマ漫画「うぃくろす! Presented by nini」も掲載されていた。
アニメ第2シリーズ『Lostorage』の第1期『incited』では本作の一部が水嶋清衣の回想という形で映像化されており、第2期『conflated』では清衣が主人公となっている。

#### あらすじ
水嶋清衣は小学生の頃いじめに遭っていたことが原因で中学生になってからも人付き合いを避けていたが、同級生の坂口歩美からWIXOSSをやってみないかと薦められる。初めは坂口の誘いを煩わしく感じていた清衣であったが、連日熱心にWIXOSSを誘って来る歩美の姿勢に心を動かされ始める。しかし、歩美は清衣をかばって交通事故に遭い意識不明の重体となってしまう。歩美の母から託されたWIXOSSのスターターからルリグのリメンバを引き当ててセレクターとなった清衣は歩美を救いたい一心でバトルに身を投じ、夢限少女となる。
「白窓の部屋」の主・繭から夢限少女の真実を聞かされた清衣はルリグとして他のセレクターの元へ行くことを拒むが、清衣と入れ替わったリメンバが「歩美を救いたい」と言う行動を実践する場面を見せられて心を折られ、ルリグになることを受け入れる。繭によって「ピルルク」と言う新たな名前を与えられてルリグになってからはリメンバへの復讐を実現することだけを考え、愛読していた『ウィクロス 〜慟哭の翼は亡国の夢に刻印を施す〜』に出て来たアーツ《看破する魔眼》を基に《ピーピング・アナライズ》の能力を手に入れる。ピルルクは《ピーピング・アナライズ》で対戦相手が夢限少女を目指す理由を次々と暴露して行くが、勝負には弱く3敗を繰り返しては「白窓の部屋」に戻って再び別のセレクターの元へ派遣される日々を過ごしていた。
売れっ子の読者モデル・蒼井晶はピルルクとの対人的な相性こそ最悪に近かったが、《ピーピング・アナライズ》で相手の弱みを握って揺さぶりをかける晶の戦術にピルルクは新たな可能性を見出す。しかし、その戦術で連勝を重ねていた晶は格下のカモだと油断していた小湊るう子とタマに敗れて自暴自棄となり、破れかぶれのまま普段から目の敵にしていた浦添伊緒奈とウリスに勝負を挑んで3敗目を喫しセレクターの資格を失った。そして、ピルルクが次に派遣されたのはWIXOSS初心者で歩美にうり二つな女子高生・橋本アミカのところであった。

### まゆのおへや
『selector infected WIXOSS 〜まゆのおへや〜』は、集英社『ウルトラジャンプ』で『-peeping analyze-』完結後の2015年8月号から2016年9月号まで連載されたスピンオフ漫画作品である。原作：LRIG、漫画：nini。連載開始時は同じ作者の『黒田さんと片桐さん』との並行連載となっていたが、同作が完結した後は1号2話掲載となった。殺伐としたアニメの世界観とは対照的な「ゆるゆる日常系」の作品となっている。本作の完結後、2016年11月号から2017年1月号までは後継作品として同じ作者の『Lostorage incited WIXOSS 〜必殺♡オーネスト〜』全3話が連載された。
本作の「白窓の部屋」は繭が公園の一角に建てた粗末な小屋で、夢限少女とならなくても出入りは自由に出来るのでるう子や遊月（本作ではルリグとなることは無く最終話までセレクターのまま登場する）は放課後の待ち合わせ場所代わりに使用している。また、ルリグはカードから自由に出入りが出来るため本編のような緊迫感は全く無い。繭は少女たちの絶望した顔見たさでセレクター同士を対戦するようけしかけるのは本編と同じだが、本作ではなかなか上手く行かないばかりか繭自身の勝負弱さは本編からしっかり引き継がれており、プレイヤーとしては本編最強のハツは無論のことちよりが連れて来た幼稚園児にすら敗北を喫している。

## 関連書籍
ファンブック（ホビージャパン、HOBBY JAPAN MOOK）
selector infected WIXOSS オフィシャルファンブック
2014年9月25日刊行、ISBN 978-4-7986-0858-7
selector spread WIXOSS オフィシャルファンブック
2015年5月25日刊行、ISBN 978-4-7986-1022-1
selector ビジュアルコレクション（学研パブリッシング、メガミマガジンスペシャルセレクション ）
2015年5月1日刊行、ISBN 978-4-05-406262-7

### コミックス
- LRIG（原作）、鈴木マナツ（漫画）、岡田麿里（ストーリー原案） 『selector infected WIXOSS -peeping analyze-』 集英社〈ヤングジャンプ・コミックス・ウルトラ〉、全2巻
  1. 2014年12月14日第1刷発行（12月19日発売）[26] ISBN 978-4-08-890088-9
  2. 2015年07月22日第1刷発行（07月17日発売）[27] ISBN 978-4-08-890213-5
- LRIG（原作）、nini（漫画）『selector infected WIXOSS 〜まゆのおへや〜』 集英社〈ヤングジャンプ・コミックス・ウルトラ〉、単巻
  - 2016年10月24日第1刷発行（10月19日発売）[28] ISBN 978-4-08-890548-8
  - 12月19日配信開始の電子書籍版のみ『Lostorage incited WIXOSS 〜必殺♡オーネスト〜』全3話が併録されている。